# Liste des dirigeants actuels des provinces sud-coréennes
 (août 2023).
Cette page dresse la liste des dirigeants actuels des 17 provinces (8 provinces de droit commun, 1 province autonome spéciale, 6 villes métropolitaines, 1 ville spéciale, 1 ville spéciale autonome) de la Corée du Sud.

## Dirigeants des provinces
| Province                          | Statut     | Nom                       | Depuis (le)      | Parti politique     |
| --------------------------------- | ---------- | ------------------------- | ---------------- | ------------------- |
| Séoul (ville spéciale)            | Maire      | Seo Jeong Hyeop (intérim) | 9 juillet 2020   |                     |
| Sejong (ville spéciale autonome)  | Maire      | Lee Choon-hee             | 1er juillet 2014 | ■The Minjoo         |
| Gangwon                           | Gouverneur | Choi Moon-soon            | 28 avril 2011    | ■The Minjoo         |
| Jeolla du Nord                    | Gouverneur | Song Ha-jin               | 1er juillet 2014 | ■The Minjoo         |
| Chungcheong du Nord               | Gouverneur | Lee Si-jong               | 1er juillet 2010 | ■The Minjoo         |
| Ulsan (ville métropolitaine)      | Maire      | Song Cheol Ho             | 1er juillet 2018 | ■The Minjoo         |
| Chungcheong du Sud                | Gouverneur | Yang Seung Jo             | 1er juillet 2018 | ■The Minjoo         |
| Daejeon (ville métropolitaine)    | Maire      | Heo Tae Jeong             | 1er juillet 2018 | ■The Minjoo         |
| Gwangju (ville métropolitaine)    | Maire      | Lee Yong Seop             | 1er juillet 2018 | ■The Minjoo         |
| Gyeonggi                          | Gouverneur | Lee Jae Myeong            | 1er juillet 2018 | ■The Minjoo         |
| Gyeongsang du Sud                 | Gouverneur | Kim Gyeong Soo            | 1er juillet 2018 | ■The Minjoo         |
| Incheon (ville métropolitaine)    | Maire      | Park Nam Chun             | 1er juillet 2018 | ■The Minjoo         |
| Jeolla du Sud                     | Gouverneur | Kim Yeong Rok             | 1er juillet 2018 | ■The Minjoo         |
| Gyeongsang du Nord                | Gouverneur | Lee Cheol-woo             | 1er juillet 2018 | ■Parti du futur uni |
| Daegu (ville métropolitaine)      | Maire      | Kwon Young-jin            | 1er juillet 2014 | ■Parti du futur uni |
| Jeju (province autonome spéciale) | Gouverneur | Won Hee-ryong             | 1er juillet 2014 | ■Parti du futur uni |
| Pusan (ville métropolitaine)      | Maire      | Byeon SEong Wan (intérim) | 23 avril 2020    |                     |